# Torenburcht

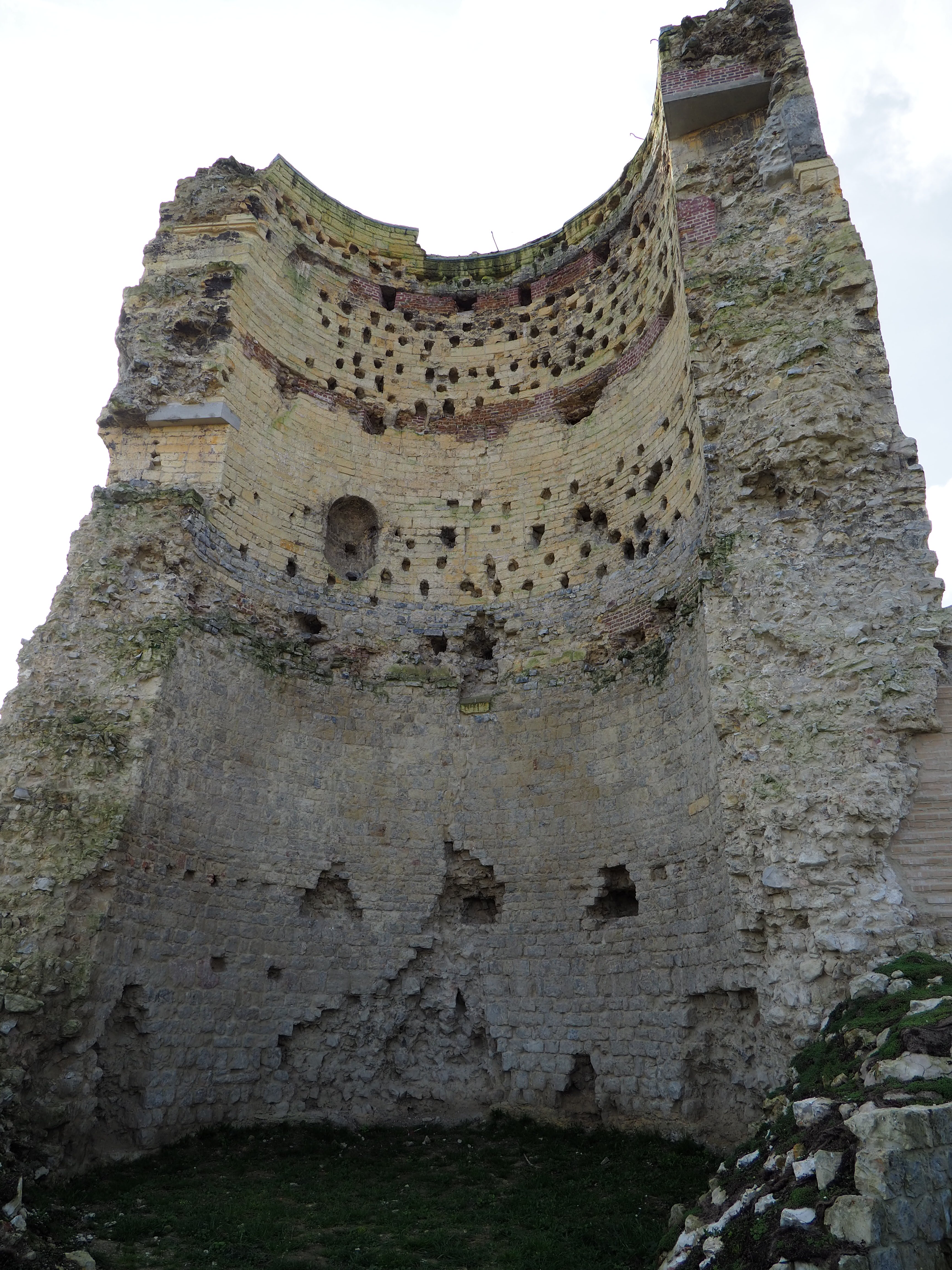
Toren van de burcht van Brustem, binnenzijde, 20/03/2024

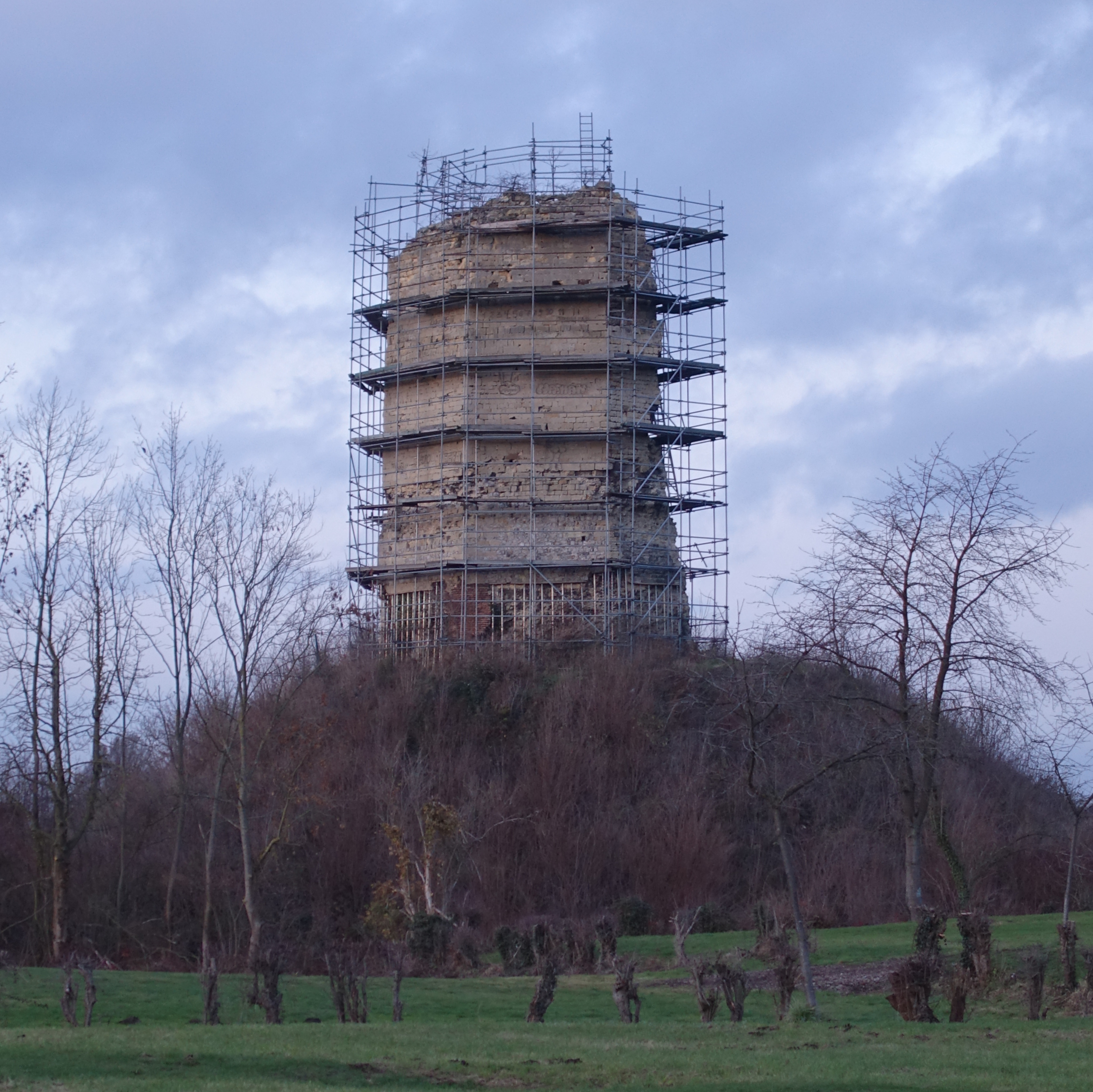
Torenburcht, buitenzijde 17/12/2018

De Torenburcht is het restant van de vroegere burcht, gelegen aan de Singelstraat te Brustem.

## Geschiedenis
De burcht werd in 1170 gebouwd door Graaf Lodewijk I van Loon, toen nog gericht tegen de stad Sint-Truiden, dat aanvankelijk onder invloed stond van het prinsbisdom Metz, dat weer gelieerd was aan het Heilige Roomse Rijk.
In 1178 werd de burcht door Sint-Truiden ingenomen en gedeeltelijk verwoest. Hoewel de burcht werd hersteld, werd ze in 1347 opnieuw verwoest door Sint-Truiden, dat zich verzette tegen prins-bisschop Engelbert van der Mark van Luik. Ook in 1467 (Slag bij Brustem) en in 1489 in de strijd tussen de familie Van der Mark en prins-bisschop Johan van Horne. In dat jaar werd de burcht definitief verwoest.
De donjon werd nog een tijdje gebruikt als duiventoren, en daarna verder verwoest door de troepen van Lodewijk XIV (1672) om vervolgens nog een tijd als steengroeve te zijn gebruikt.
In 1956 werden de overblijfselen geklasseerd als monument, en de omgeving als landschap. De ruïne wordt thans in stand gehouden door de vereniging "De Burchtwacht".

## Gebouw
De toren was oorspronkelijk achthoekig. Hij stond op een motte die door een gracht omgeven was. Hij werd opgetrokken in steen uit Lijsem met een gevelbekleding van Silex, die na 1500 door baksteen werd vervangen. De toren telde vijf verdiepingen. Er werden gaten in de binnenmuur gekapt als nestruimten voor de duiven.
Tegenwoordig is nog maar de helft van de torenmuur over. De gaten van de balklagen die de verdiepingen scheidden zijn nog aanwezig. De trap bevond zich in het nu verdwenen gedeelte.
Naast deze torenrest zijn de funderingen van een vierkante toren van de voorburcht nog zichtbaar. De burchtgrachten, gevoed door de nabijgelegen Melsterbeek, zijn nog grotendeels aanwezig.
Binnen de omwalling ligt ook de Sint-Laurentiuskerk. Deze kwam op de plaats van de voormalige burchtkapel uit 1171.